# 1881 w literaturze
Wydarzenia literackie w 1881 roku.

## Wydarzenia
- Józef Przyborowski opublikował pierwszą transliterację i transkrypcję polskiego średniowiecznego erotyku Ach, miły Boże, toć boli.

## Nowe utwory
- polskojęzyczne
  - Walery Przyborowski – Bitwa pod Raszynem[1]
  - Michał Bałucki – Grube ryby
  - Józef Bliziński – Rozbitki
  - Maria Konopnicka – Poezje (I seria)[1]
  - Henryk Sienkiewicz – Latarnik[1]
  - Bolesław Prus – Antek[1]
- obcojęzyczne
  - Wilkie Collins Czarna suknia (ang. The Black Robe)
  - Johanna Spyri – Heidi

## Nowe prace naukowe
- obcojęzyczne
  - Edward Blyth – The Natural History of the Cranes

## Urodzili się
- 9 stycznia
  - Lascelles Abercrombie, brytyjski poeta, dramaturg i krytyk (zm. 1938)
  - Giovanni Papini, włoski eseista, krytyk literacki, poeta i nowelista (zm. 1956)
- 16 stycznia – Sigurd Agrell, szwedzki poeta i interpretator palindromu z Pompei (zm. 1937)
- 25 stycznia – Emil Ludwig, niemiecki pisarz (zm. 1948)
- 13 lutego – Eleanor Farjeon, brytyjska pisarka i poetka (zm. 1965)
- 21 lutego – Waldemar Bonsels, niemiecki pisarz (zm. 1952)
- 17 marca – Kristian Elster, norweski pisarz, historyk literatury, krytyk literacki i prawnik (zm. 1947)
- 23 marca – Roger Martin du Gard, pisarz francuski, noblista za rok 1937 (zm. 1958)
- 25 marca – Mary Webb, angielska powieściopisarka (zm. 1927)
- 1 kwietnia – Octavian Goga, rumuński poeta, tłumacz i polityk (zm. 1938)
- 16 kwietnia – Alice Corbin Henderson, amerykańska poetka (zm. 1949)
- 26 kwietnia – Cristina Agosti-Garosci, włoska tłumaczka literatury polskiej (zm. 1966)
- 17 lipca  – Leonhard Adelt, niemiecki księgarz, pisarz i dziennikarz (zm. 1945)
- 18 lipca – Margery Williams, brytyjsko-amerykańska pisarka dla dzieci (zm. 1944)
- 1 sierpnia – Rose Macaulay, brytyjska pisarka (zm. 1958)
- 18 sierpnia – Alfred Nowinski, górnośląski pisarz, poeta, dramaturg i działacz kulturalny (zm. 1933)
- 29 sierpnia – Valery Larbaud, francuski pisarz i tłumacz (zm. 1957)
- 15 października – P.G. Wodehouse, brytyjski pisarz i satyryk (zm. 1975)[2]
- 22 października – Johannes Freumbichler, austriacki pisarz (zm. 1949)
- 11 listopada – Joel Lehtonen, fiński pisarz (zm. 1934)
- 28 listopada – Stefan Zweig, austriacki poeta, prozaik, dramaturg i tłumacz (zm. 1942)
- 23 grudnia – Juan Ramón Jiménez, hiszpański poeta, laureat Nagrody Nobla (zm. 1958)
- 26 grudnia – Aniela Zagórska, polska tłumaczka literatury angielskiej (zm. 1943)
- Lu Xun, chiński pisarz (zm. 1936)

## Zmarli
- 25 stycznia – Teodor Tripplin, polski pisarz i podróżnik (ur. 1812)
- 9 lutego – Fiodor Dostojewski, rosyjski pisarz (ur. 1821)
- 8 lipca – Cecilio Acosta, wenezuelski poeta (ur. 1818)